# كيني كون
كيني كون (بالإنجليزية: Kenny Kuhn)‏ هو لاعب كرة قاعدة أمريكي، ولد في 20 مارس 1937 في لويفيل في الولايات المتحدة، وتوفي في 16 يوليو 2010 في لايتون في الولايات المتحدة بسبب سرطان البنكرياس.

## وصلات خارجية
- كيني كوهن على موقعبيزبول رفرنس.كوم (الدوري الرئيسي) (الإنجليزية)